# Teufelsstieg
Der Teufelsstieg ist ein 26 Kilometer langer Streckenwanderweg im nördlichen Mittelharz in Niedersachsen und Sachsen-Anhalt. Er verbindet Bad Harzburg im Norden mit Elend im Süden und führt dabei über den Brocken, die höchste Erhebung des Mittelgebirges.

## Geschichte
Im Jahr 2005 wurde der zunächst 13 Kilometer lange Teufelsstieg zwischen Bad Harzburg und dem Brockengipfel offiziell eröffnet. Neun Jahre später wurde eine zweite Etappe ausgeschildert. Sie führt seit 2014 vom Brocken hinab in Richtung Süden bis nach Elend. Auch dieses Teilstück ist etwa 13 Kilometer lang.

## Etappen
Auf der offiziellen Webseite des Tourismusbetriebs der Stadt Oberharz am Brocken werden folgende Etappen vorgeschlagen:
- Etappe 1: Bad Harzburg (Talstation Burgbergseilbahn) – Ettersklippe – Molkenhaus – Braunschweiger Weg – Eckertal mit Eckertalsperre – Scharfenstein – Kleiner Brocken – Brocken (13 km, 1015 Höhenmeter[2])
- Etappe 2: Brocken – Brockengarten – Eckerloch – Schwarze Schluftwasser – Schluftwiesen – Schierke – Mauseklippe – Schnarcherklippen – Elendstal – Elend (13 km, 809 Höhenmeter[2])

## Einbindung ins lokale Wanderwegnetz
Auf dem Brockengipfel kreuzt der Teufelsstieg den Harzer Hexenstieg und den Harzer Grenzweg. In Elend ist er an die südliche Brockenumgehung des Harzer Hexenstiegs angebunden. Am Molkenhaus und in Bad Harzburg trifft der Teufelsstieg zudem auf den Kaiserweg.
Das Molkenhaus (Nr. 169), die Eckertalsperre (Nr. 1), die Rangerstation Scharfenstein (Nr. 2), das Brockenhaus (Nr. 9), das Eckerloch (Nr. 11) und die Schnarcherklippen (Nr. 14) sind in das System der Harzer Wandernadel einbezogen.

## Bilder

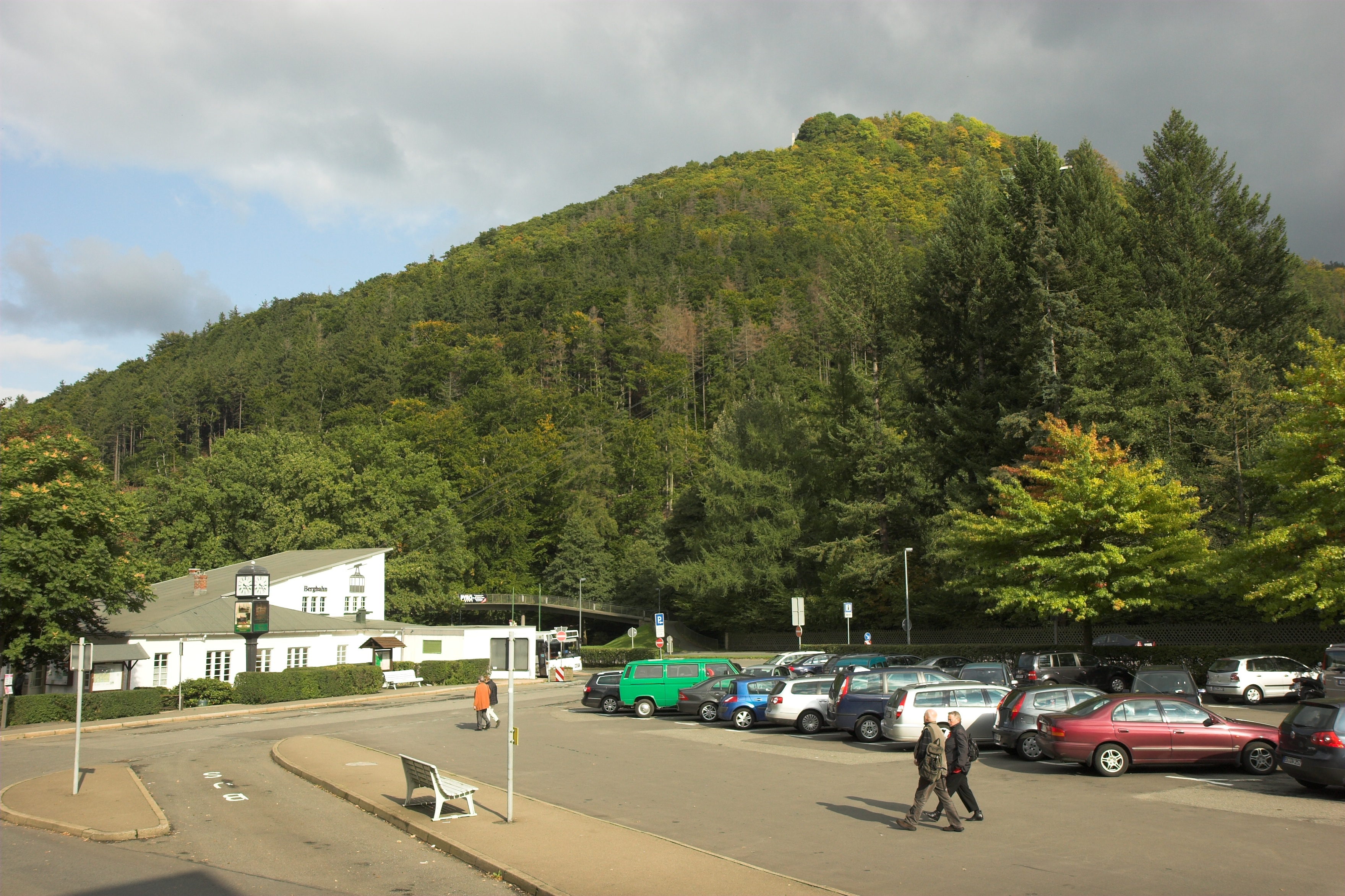
Talstation und Parkplatz Burgbergseilbahn
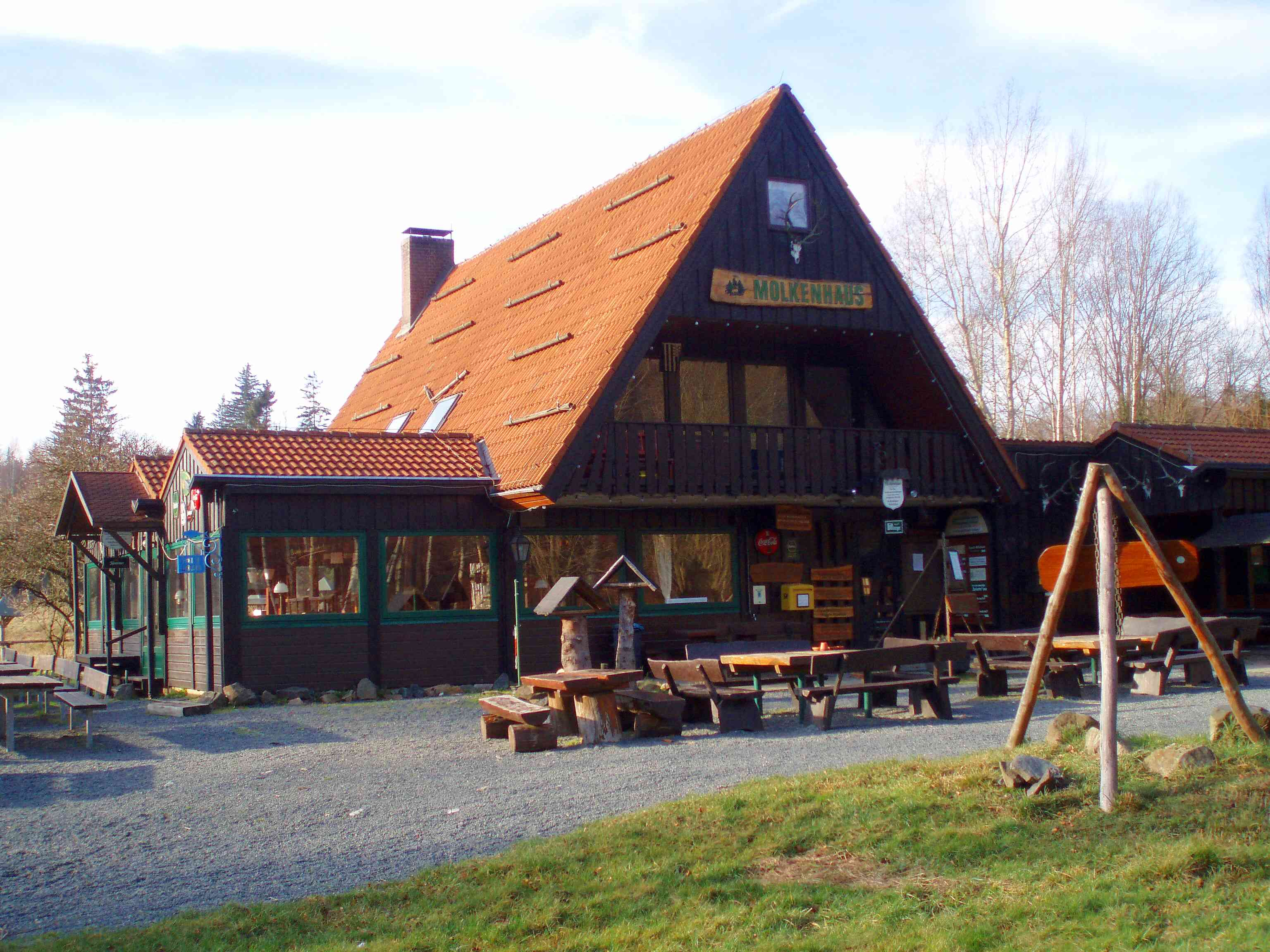
Molkenhaus
Eckertalsperre
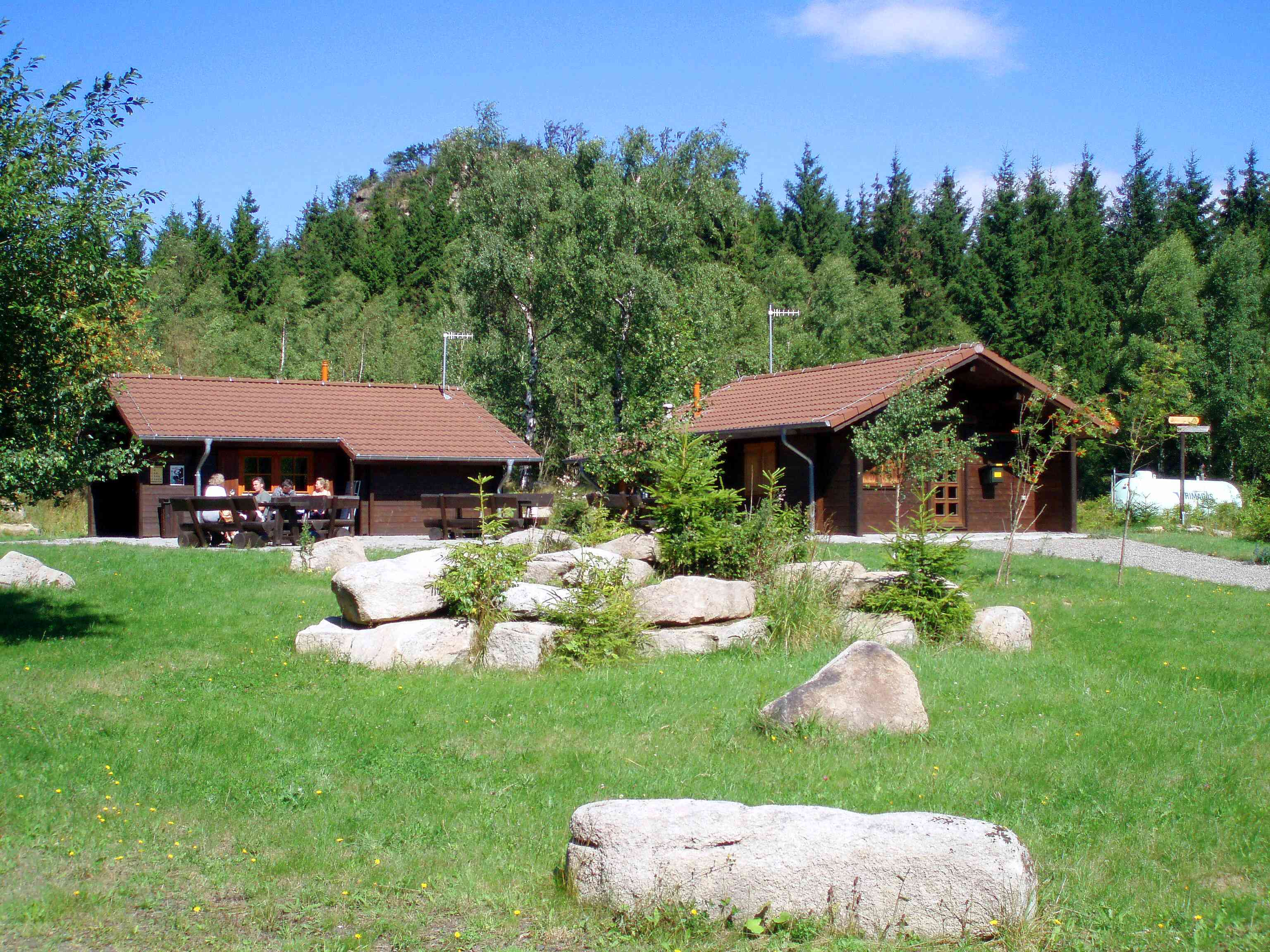
Rangerstation Scharfenstein
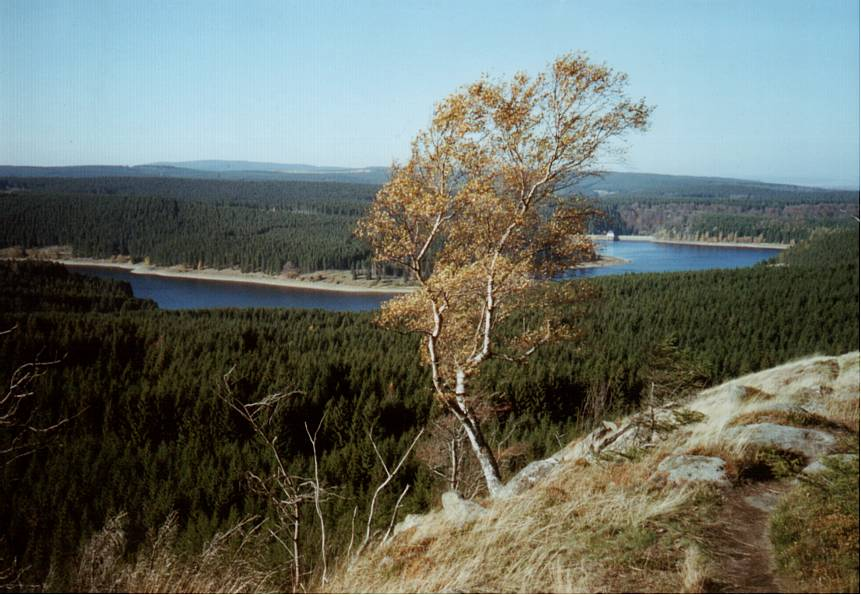
Blick vom Scharfenstein
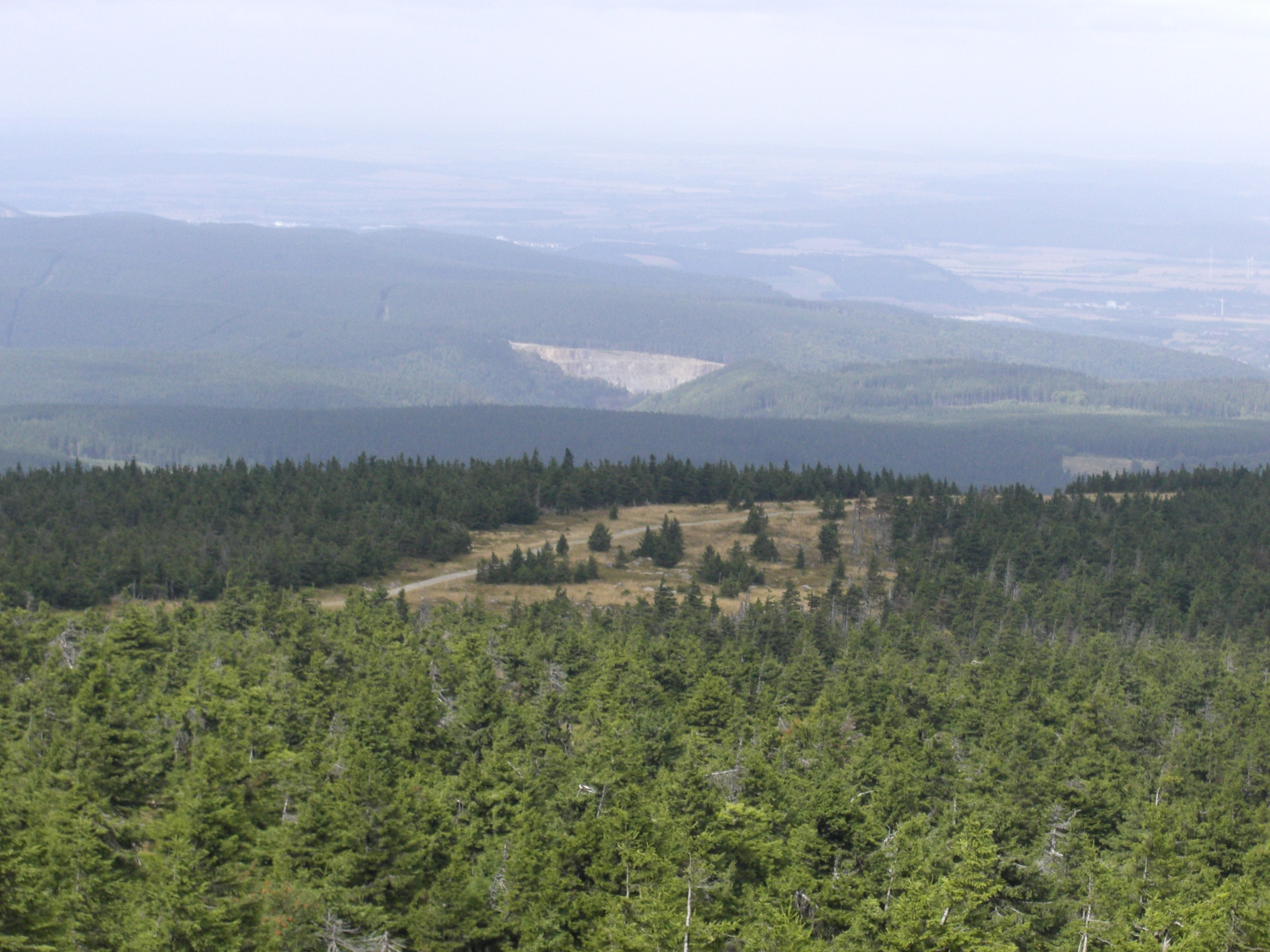
Kleiner Brocken mit Hirtenstieg
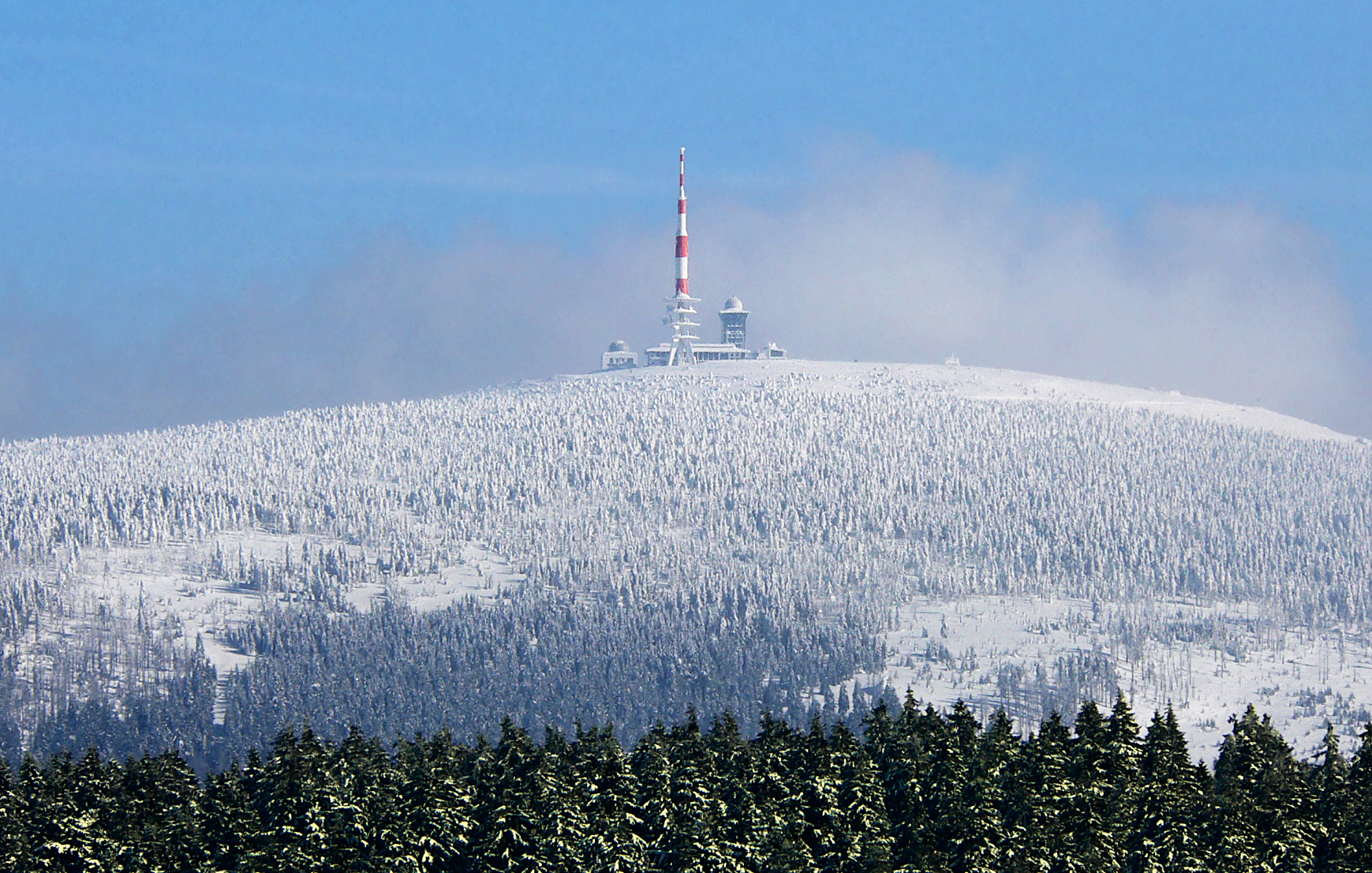
Brocken
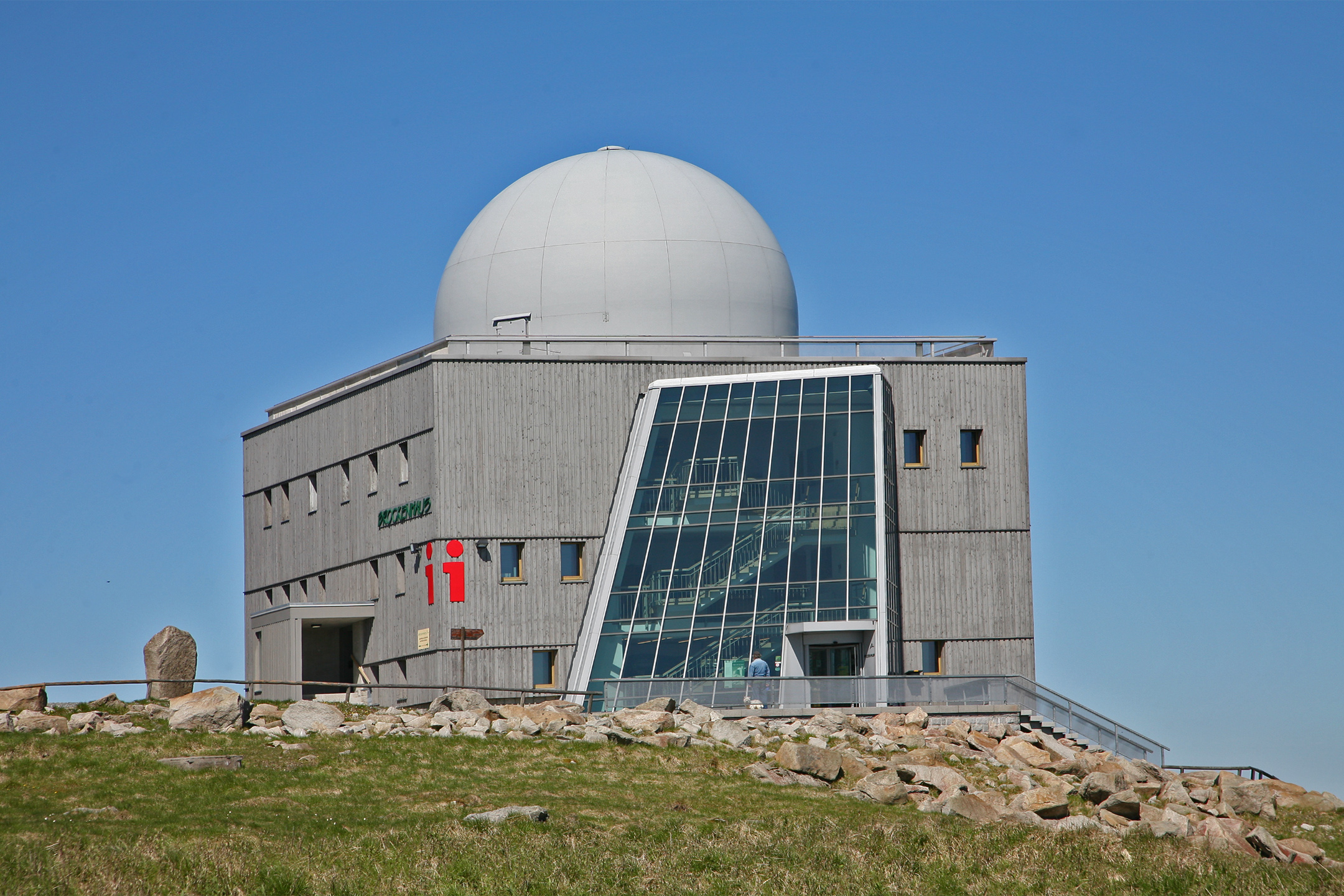
Brockenhaus
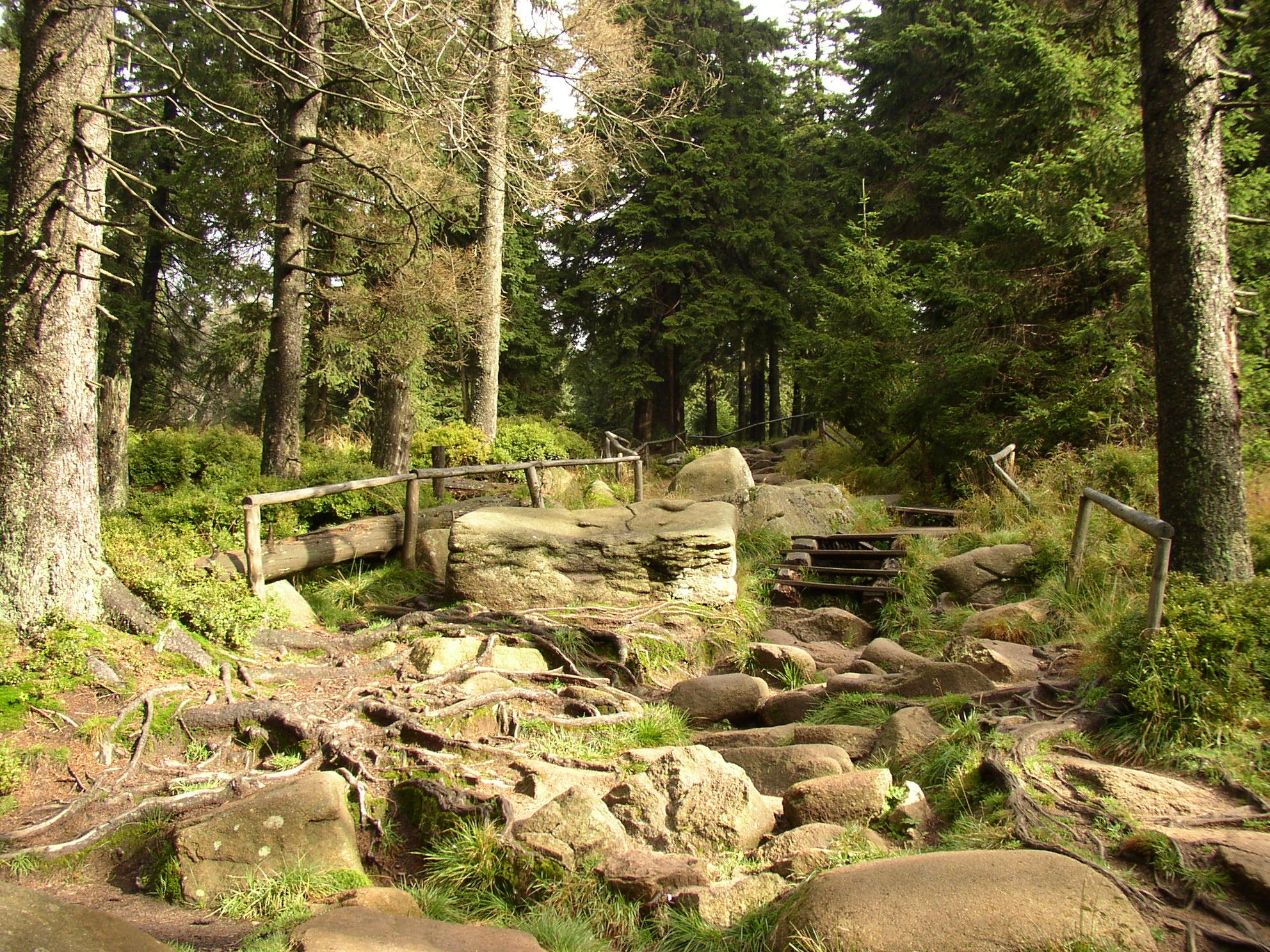
Eckerlochstieg
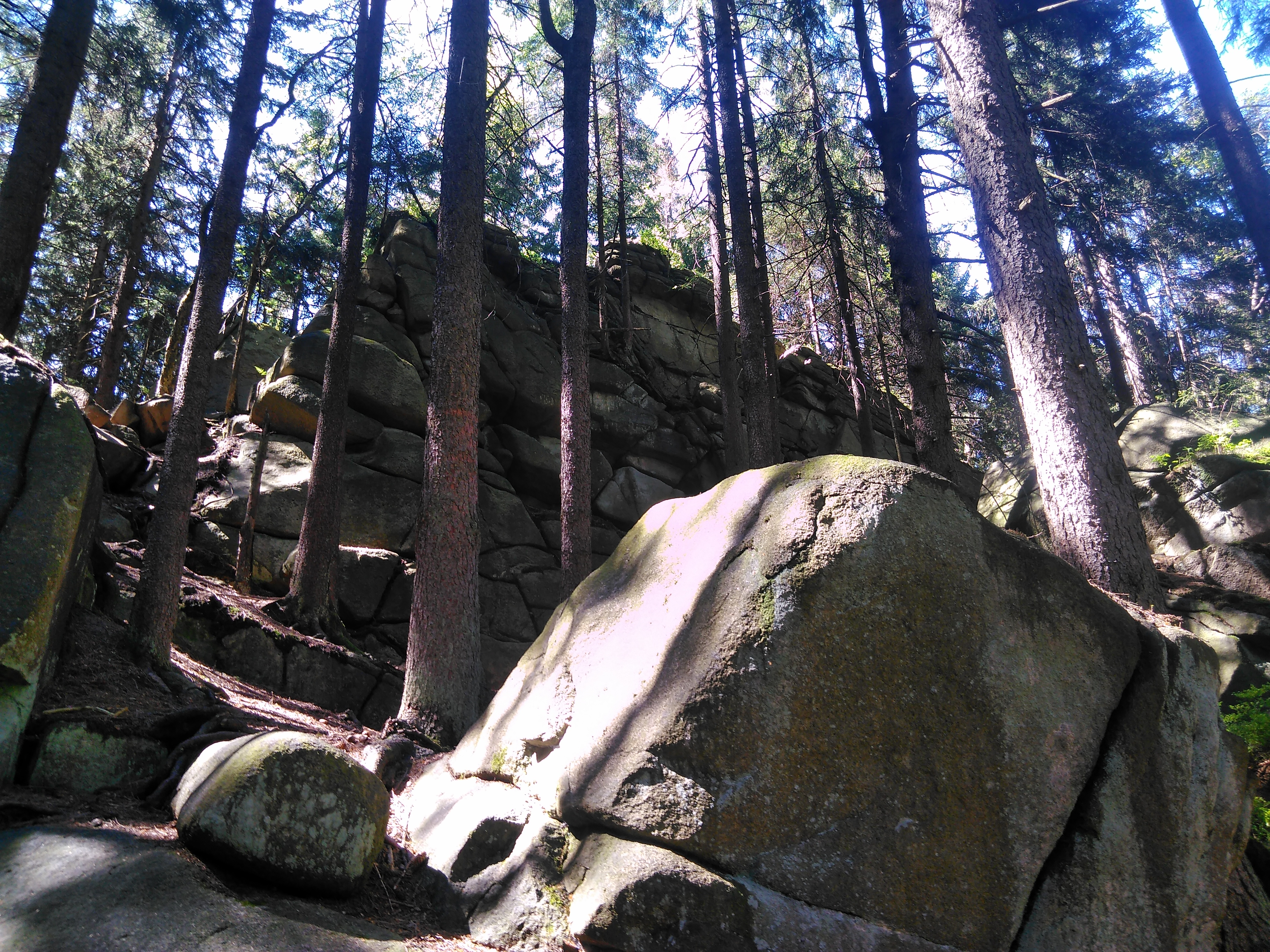
Mäuseklippe
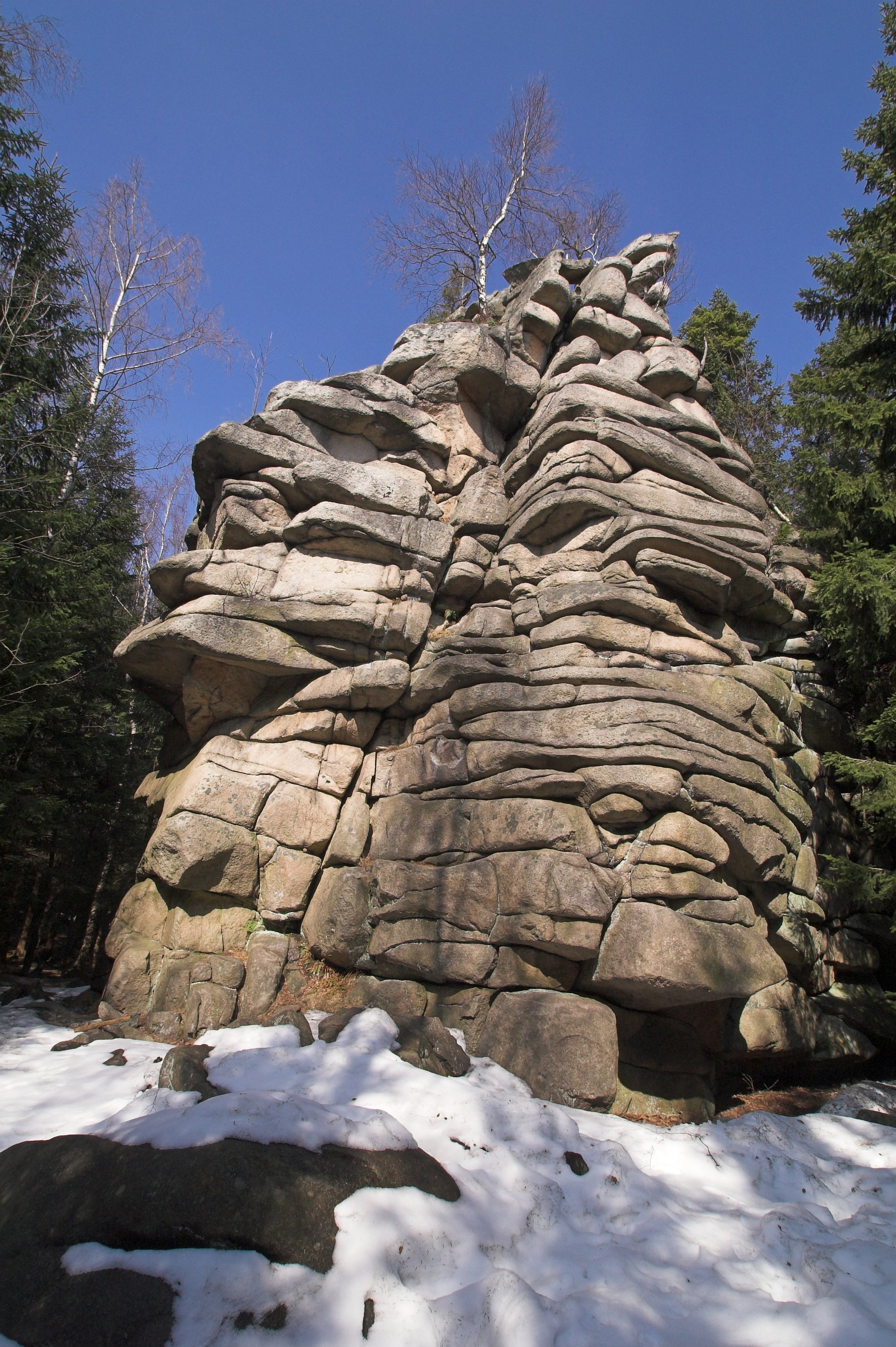
Südwestliche Schnarcherklippe
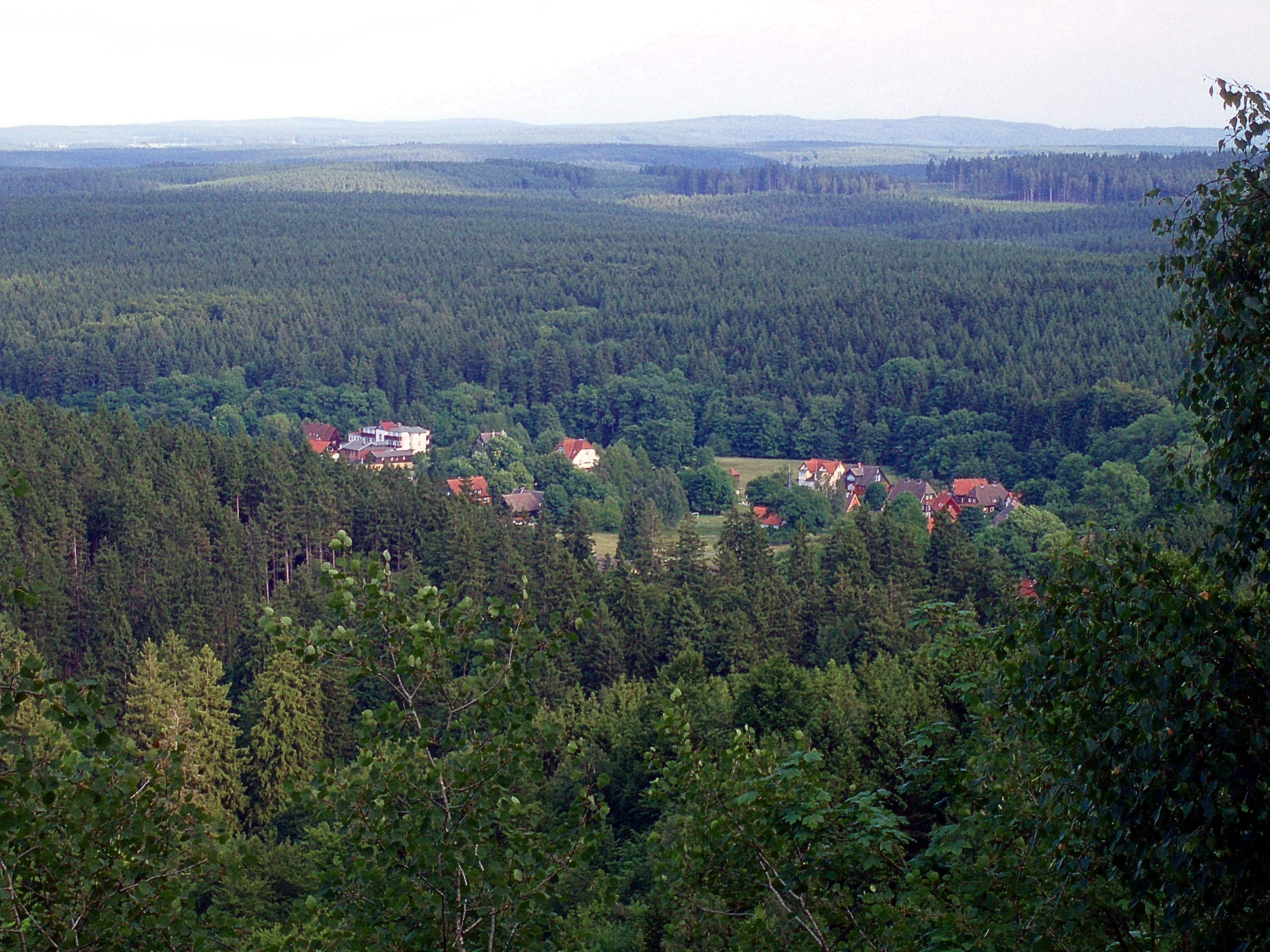
Blick auf Elend